# Азербайджан на летней Универсиаде 2017
Азербайджан на XXIX Всемирной Летней Универсиаде в Тайбэе представляло 19 спортсменов в четырёх видах спорта: лёгкой атлетике, дзюдо, тхэквондо и тяжёлой атлетике. В итоге сборная Азербайджана завоевала три золотые, одну серебряную и четыре бронзовые медали, заняв 24-е место.

## Медалисты
| Медаль  | Спортсмен             | Вид спорта      | Соревнование       | Дата       |
| ------- | --------------------- | --------------- | ------------------ | ---------- |
| Золото  | Зелим Коцоев          | Дзюдо           | Мужчины, до 100 кг | 20 августа |
| Золото  | Милад Беиги Харчегани | Тхэквондо       | Мужчины, до 80 кг  | 23 августа |
| Золото  | Назим Бабаев          | Лёгкая атлетика | Тройной прыжок     | 25 августа |
| Серебро | Айхан Тагизаде        | Тхэквондо       | Мужчины, до 68 кг  | 22 августа |
| Бронза  | Фирудин Дадашов       | Дзюдо           | Мужчины, до 90 кг  | 21 августа |
| Бронза  | Саид Гулиев           | Тхэквондо       | Мужчины, до 74 кг  | 24 августа |
| Бронза  | Радик Исаев           | Тхэквондо       | Мужчины, до 87 кг  | 24 августа |
| Бронза  | Магомед Мамедов       | Тхэквондо       | Мужчины, до 63 кг  | 25 августа |

## Результаты соревнований

### Дзюдо
Азербайджан на Универсиаде был представлен тремя дзюдоистами. Это были Тельман Велиев (73 кг), Фирудин Дадашев (90 кг) и Зелим Коцоев (100 кг). Первую медаль сбороной завоевал Зелим Коцоев, который, одолев четырех соперников, вышел в финал против японского дзюдоиста Кентаро Иида. Заработав оценку «вадза-ари» в дополнительное время Коцоев выиграл золотую медаль Универсиады.
Фирудин Дадашов, победив дзюдоистов из Колумбии и Италии, проиграл вскоре японцу,чей выход в финал позволил Дадашову продолжить состязание в утешительных схватках. Здесь он одолел спортсменов из Чехии, Латвии и Казахстана, завоевав бронзовую медаль, которая стала второй медалью для сборной Азербайджана на Универсиаде.
Тельман Велиев же, начал с побед над представителями из Индии, Польши и Казахстана. Однако, в полуфинале он проиграл дзюдоисту из Франции, а в поединке за третье место уступил корейскому спортсмену, заняв пятое место.

### Лёгкая атлетика
В лёгкой атлетике Азербайджан был представлен двумя спортсменами. В прыжках в длину страну представлял Назим Бабаев. Прыгнув в квалификации на 16,32 метров, Бабаев занял третье место и вышел в финал. В финале же в первой попытке Бабаев прыгнул на 17,01 метров и занял первое место. В метании молота Анна Скидан выступила неудачно.

### Тхэквондо
В соревнованиях по тхэквондо Азербайджан представляло 12 спортсменов. Это были Гашим Магомедов (54 кг), Али Мамедов (58 кг), Магомед Мамедов (63 кг), Айхан Тагизаде (68 кг), Саид Гулиев (74 кг), Милад Бейги Харчегани (80 кг), Паям Огаз (87 кг), Радик Исаев (+87 кг), Сафие Полат (49 кг), Патимат Абакарова (53 кг), Ярпак Ериш (57 кг) и Фарида Азизова (+ 57 кг).
В первый день соревнований Айхан Тагизаде, победив представителей Франции, Великобритании, Испании и Армении, вышел в финал, где уступил Борису Краснову из России, взяв серебряную медаль, которая стала третьей медалью для сборной страны в целом. Ярпак Ериш получил дисквалификацию на старте, а Магомедов потерпел поражение во второй схватке.
Во второй день соревнований Милад Бейги Харчегани, одержав пять побед, стал победителем Универсиады, а Али Мамедов, Сафие Полат и Фарида Азизова проиграли вторые же схватки. В третий день соревнований на даянг вышли Саид Гулиев и Радик Исаев. Оба они дошли до полуфинала, где проиграв, завоевали бронзовые медали. Примечательно, что действующий олимпийский чемпион Радик Исаев проиграл в 20-летнему российскому спортсмену Рафаэлю Аюкаеву со счетом 8:36.
В последний день соревнований по тхэквондо за медали боролись Патимат Абакарова, Магомед Мамедов и Паям Оугаз. Бронзовый призёр чемпионата мира 2017 года Мамедов выиграл три боя, однако, потерпев в полуфинале поражение, взял лишь бронзовую медаль. Бронзовая призерка Олимпийских игр 2016 Абакарова проиграла в первом же поединке, а Оугаз проиграл в четвертьфинале.

### Тяжёлая атлетика
В тяжёлой атлетике страну представляли Магомед Мамедли в весовой категории до 62 кг и Азер Мамедли в весовой категории +105 кг. Азер Мамедли с результатом 370 кг занял последнее 12-е место, а Магомед Мамедли с результатом 256 кг удостоился 7-го места.